# Тајне (часопис)
Тајне је био часопис за гранична подручја науке у издању издавачког предузећа БИГЗ који је излазио од 1988. до 1992. године и поново од 1994. до 1996. године (друга серија). 
У периоду од 1992. до 1994. године излазак часописа је био обустављен због хиперинфлације новца током ратова на просторима бивше Југославије. 
Уређивао га је Петар Луковић.